# Lorenc Jemini
Lorenc Jemini (Ersekë, 13 aprile 1974) è un arbitro di calcio albanese.

## Carriera
Arbitro della massima serie albanese, Jemini è internazionale dal 1º gennaio 2005. Attivo quasi esclusivamente a livelli giovanili, ha diretto due partite tra nazionali Under-19, valide come qualificazioni agli europei di categoria. Oltre a ciò, nel luglio del 2010 gli è stato affidato un match valido per un turno preliminare di Europa League.
Il suo esordio internazionale in gare tra nazionali maggiori è stato Slovacchia - Andorra, giocata il 4 giugno 2011 e valida per le qualificazioni agli Europei del 2012.
Nel giugno 2011 viene convocato in vista della fase finale di Coppa delle Regioni UEFA, in programma in Portogallo..
A livello nazionale, è da segnalare la sua direzione della finale di Coppa d'Albania 2010-2011.
Nel dicembre 2011 è protagonista di uno spiacevole episodio in patria: durante il match di campionato tra Laçi e Kastrioti viene aggredito dai alcuni dirigenti ed un giocatore della squadra di casa, che lo inseguono in campo, causando una maxi-rissa. Per segno di protesta, nel week end successivo, gli arbitri scioperarono un turno e la giornata di campionato non fu disputata.